# 戴平
戴平（20世纪？—？），上海人，中华人民共和国外交部官员，曾任中国驻马达加斯加大使。

## 生平
戴平出生于江苏省上海县（今属上海市），1934年毕业于私立三林初级商科职业学校（现上海市三林中学），1938年进入延安抗日大学学习，并于当年加入中国共产党。毕业后在陕甘宁晋绥联防军团任参谋，后调至冀察热辽军区任团参谋长。中华人民共和国成立后，曾被派往印度任加尔各答总领事馆领事。回国后供职于外交部亚洲司。后历任驻印度尼西亚大使馆一等秘书，外交部礼宾司副司长，1982年5月被任命为驻马达加斯加大使，直至1985年2月离任。